# Персида Павловић
Персида или Перса Павловић (Нови Сад, 14. јануар 1865 — Београд, 25. новембар 1944) била је српска позоришна и филмска глумица.

## Биографија и каријера
Рођена је у Новом Саду, а потиче из занатлијске породице. Отац јој се звао Теодор Николић, а мајка Христина. Пошто јој је отац прешао са породицом у Београд, тамо је завршила основну и два разреда Више женске школе.
Први пут је наступила на сцени позоришној сцени у априлу 1880. године као статисткиња у представи Ђаволових записника Е. Арагоа и П. Вермона, у Нароном позоришту у Београду, а прва самосталну улога јој је био монолог Мила К. А. Гернера, у преради К. Трифковића. Од априла 1880. била је хонорарни члан Народног позоришта у Београду, али је због болести очију почетком 1882. године прекинула рад.
Пошто се опоравила, 1882. године је ступила у путујућу позоришну дружину Фотија Иличића, одакле је прешла у трупу Михаила Лазића-Стрица, а затим је наступала у дружини Ђорђа Протића. Од 1886. године поново је играла у Народном позоришту у Београду, али је привремена чланица постала тек 9. новембра 1890. године. Од 1912. године је била стални члан Народног позоришта. За време Првог светског рата, 1915. године, краће време је играла у Народном позоришту у Скољу, а од краја 1917. учествовала је у раду позоришта М. Огризовића и М. Чекића у Београду. Пензионисана је 1932, али је и даље, до 1940. године наступала на сцени у хонорарном својству. Била је удата за глумца и певача Радована Рају Павловића.
У почетку своје глумачке каријере тумачила је углавном мање улоге с певањем у комадима из народног живота, водвиљима и оперетама, а касније карактерне и комичне роле. У зрелијем глумачком добу врло је упечатљиво, реалистички, „оживљавала на сцени читав свет српских патријархалних, простих, простодушних или лукавих ликова из комедија Стерије, Трифковића и Нушића” (Б. С. Стојковић) и њима се сврстала међу најбоље карактерне глумице и комичарке српског позоришта. Најуспелије њене улоге су Пела (Зла жена), Фема (Покондирена тиква), Станија (Београд некад и сад), Стана (Свет), Анђа (Сумњиво лице), Савета (Протекција), Сика (Ивкова слава), Аугуста (Част), Ана Андрејевна (Ревизор), Г-ђа Дулска (Морал госпође Дулске) и др. Са трупом београдског Народног позоришта у више махова је гостовала у Новом Саду, али члан Српског народног позоришта никада није била.
Имала је улогу жене из народа у филму Живот и дела бесмртног вожда Карађорђа, а глумила и у филму Грешница без греха.
Одликована је Орденом Светог Саве III степена.